# Кузі (страва)
Кузі (араб. قوزي), також відомі як Гузі або Кузі — національна страва на основі рису, популярна в арабських державах Перської затоки. Його подають з дуже повільно приготованою бараниною, смаженими горіхами, родзинками та сервірують з рисом. Він є однією з національних страв Іраку, занесений в Туреччину арабськими іммігрантами.
В іракській кухні його зазвичай готують, фаршируючи цілу баранину рисом, овочами, спеціями та горіхами та повільно обсмажують над закритою або зануреною духовкою. Подекуди на Близькому Сході його закопують у яму, в якій спалюється вугілля або дерев'яне вугілля, щоб отримати аромат диму.
Є багато варіацій цієї техніки, наприклад, у Саудівській Аравії та Ємені, де її називають божевільним, готують, обмотуючи алюмінієвою фольгою, і тримають на відкритому джерелі тепла. В Омані та ОАЕ його називають шуваа і традиційно споживають у святкові дні, готується шляхом загортання маринованого м’яса в листя фінікової пальми, після чого згорнуті шматки переносяться до печі. У Йорданії та Сирії він відомий як зарб; м'ясо розрізають на менші шматочки та зберігають разом із овочами та хлібним тістом, щоб смаки посилились. Інший варіант — ханет, де його готують у гарячому табуні; цю варіацію можна знайти в більшості країн Близького Сходу, а також на Африканському Розі та Північній Африці.